# Charles F. Erhart
Charles F. Erhart (* 25. September 1821 in Ludwigsburg als Karl Erhart; † 27. Dezember 1891 Brooklyn) war Mitbegründer des US-amerikanischen Pharmakonzerns Pfizer. Sein Partner war Charles Pfizer, sein Cousin und späterer Schwager.

## Familie
Charles heiratete seine Cousine Fanny (Frances) Pfizer, die Schwester von Charles Pfizer. Sie hatten mindestens vier Kinder: Clara, Karl, Fanny und William Erhart.